# کلود گورتا
کلود گورتا (فرانسوی: Claude Goretta‎؛ ۲۳ ژوئن ۱۹۲۹ – ۲۰ فوریهٔ ۲۰۱۹) یک کارگردان فیلم، فیلم‌نامه‌نویس، و کارگردان تلویزیونی اهل سوئیس بود.
فیلم او با نام «دعوت» در سال ۱۹۷۳ میلادی، نامزد دریافت جایزه اسکار بهترین فیلم خارجی‌زبان بود.
وی همچنین برندهٔ جوایزی همچون جایزه هیئت داوران جشنواره کن شده‌است.